# Stena Nestou
STENA NESTOU este o arie protejată (arie de protecție specială avifaunistică — SPA) din Grecia întinsă pe o suprafață de 8.636,41 ha, integral pe uscat.

## Localizare
Centrul sitului STENA NESTOU este situat la coordonatele 41°07′26″N 24°43′25″E / 41.12395°N 24.723513°E.

## Înființare
Situl STENA NESTOU a fost declarat arie de protecție specială avifaunistică în octombrie 1987 pentru a proteja 72 de specii de animale.

## Biodiversitate
Situată în ecoregiunea mediteraneană, aria protejată nu include niciun habitat protejat.
La baza desemnării sitului se află mai multe specii protejate de  păsări (72): uliu cu picioare scurte (Accipiter brevipes), fluierar de munte (Actitis hypoleucos), ciocârlie-de-câmp (Alauda arvensis), pescăruș albastru (Alcedo atthis), rață pitică (Anas crecca), rață mare (Anas platyrhynchos), fâsă-de-câmp (Anthus campestris), lăstunul mare (Apus apus), stârc cenușiu (Ardea cinerea), rață-cu-cap-castaniu (Aythya ferina), buha (Bubo bubo), pasărea ogorului (Burhinus oedicnemus), șorecarul comun (Buteo buteo), ciocârlie-cu-degete-scurte (Calandrella brachydactyla), fugaci de țărm (Calidris alpina), fugaci roșcat (Calidris ferruginea), fugaci mic (Calidris minuta), bătăuș (Calidris pugnax), caprimulg (Caprimulgus europaeus), prundăraș de sărătură (Charadrius alexandrinus), șerpar (Circaetus gallicus), erete vânăt (Circus cyaneus), erete alb (Circus macrourus), acvilă țipătoare (Clanga clanga), prepeliță (Coturnix coturnix), lăstun de casă (Delichon urbicum), ciocănitoare de grădină (Dendrocopos syriacus), ciocănitoare neagră (Dryocopus martius), egretă mică (Egretta garzetta), Emberiza caesia, șoim de iarnă (Falco columbarius), Falco eleonorae, șoim călător (Falco peregrinus), vânturel de seară (Falco vespertinus), muscar-gulerat (Ficedula albicollis), Ficedula semitorquata, lișiță (Fulica atra), becațină comună (Gallinago gallinago), scoicar (Haematopus ostralegus), piciorong (Himantopus himantopus), rândunică (Hirundo rustica), Hydrocoloeus minutus, capîntortură (Jynx torquilla), sfrâncioc roșiatic (Lanius collurio), sfrânciocul cu frunte neagră (Lanius minor), Lanius nubicus, pescăruș râzător (Larus ridibundus), Leiopicus medius, sitar de mâl (Limosa limosa), ciocârlie de pădure (Lullula arborea), rață fluierătoare (Mareca penelope), prigoare (Merops apiaster), cormoran mic (Microcarbo pygmaeus), codobatura galbenă (Motacilla flava), Numenius arquata arquata, stârc de noapte (Nycticorax nycticorax), grangur (Oriolus oriolus), vultur pescar (Pandion haliaetus), vrabie negricioasă (Passer hispaniolensis), viespar (Pernis apivorus), Phalacrocorax carbo sinensis, ciocănitoare verzuie (Picus canus), lăstun de mal (Riparia riparia), chiră de baltă (Sterna hirundo), chiră mică (Sternula albifrons), turturică (Streptopelia turtur), Tachymarptis melba, fluierar de mlaștină (Tringa glareola), fluierar cu picioare verzi (Tringa nebularia), fluierarul de zăvoi (Tringa ochropus), fluierar de lac (Tringa stagnatilis), fluierarul cu picioare roșii (Tringa totanus).
Pe lângă speciile protejate, pe teritoriul sitului au mai fost identificate 5 specii de plante, 4 specii de păsări.